# Grandeur nature (film, 1974)
Pour les articles homonymes, voir Grandeur nature.
Pour plus de détails, voir Fiche technique et Distribution.
Grandeur nature est un film franco-italo-espagnol de Luis García Berlanga, sorti en 1974.

## Synopsis
Un chirurgien-dentiste commande une poupée gonflable dont il s'éprend passionnément. Son épouse et ses amis le croient atteint par la folie. Un jour, il s'aperçoit que la poupée est « utilisée » par d'autres. Rageusement, mais en pure perte, il essaie de la tuer. Son désespoir le conduit à se jeter avec elle dans la Seine. Il se noie, tandis que la poupée remonte à la surface.

## Fiche technique
- Titre original : Grandeur nature
- Titre espagnol : Tamaño natural
- Titre italien : Grandezza naturale ou Life Size
- Réalisation : Luis García Berlanga
- Scénario : Rafael Azcona, L. García Berlanga
- Dialogues : Jean-Claude Carrière
- Photographie : Alain Derobe - Eastmancolor, 35 mm
- Décors : Alexandre Trauner
- Musique : Maurice Jarre
- Montage : Françoise Bonnot
- Production : UPF-Uranus Productions (Paris), Films 66 (Paris), Fox Europa (Paris), Jet Films (Barcelone), Verona Produzione (Rome)
- Pays de production :  France,  Espagne,  Italie
- Durée : 101 minutes
- Genre : comédie dramatique
- Dates de sortie : 
  - France : 21 août 1974
  - Italie : 26 septembre 1975
  - Espagne : 27 avril 1977 (Semana de Cine de Valladolid) ; 16 janvier 1978 (Madrid)

## Distribution
- Michel Piccoli : Michel, le chirurgien-dentiste
- Valentine Tessier : sa mère
- Rada Rassimov : Isabelle, son épouse
- Claudia Bianchi : la jeune fille
- Queta Claver : Maria Luisa
- Michel Aumont : Henri
- Lucienne Hamon : Juliette
- Manuel Alexandre : José Luis
- Amparo Soler Leal : la directrice
- Jenny Astruc : Janine
- Paul Bisciglia : un employé au service de livraison
- Marius Gaidon : le taxi qui porte le colis

## Commentaire
Tourné au cours des dernières années du franquisme, Grandeur nature fut interdit de distribution en Espagne jusqu'en 1977. Le scénario, dû au réalisateur en collaboration avec Rafael Azcona, est marqué par les conceptions artistiques de Pierre Molinier (1900-1976). L'exploitation du film s'est heurtée à bien des incompréhensions. Ainsi, en Grande-Bretagne, il a été diffusé dans le circuit des salles pornographiques. En Italie, il a suscité une manifestation de féministes qui accusèrent le film de présenter la femme comme un objet. D'autres femmes le défendirent pourtant. 
Luis García Berlanga décrit Grandeur nature de la façon suivante : « Il s'agit d'un film  ambigu et qui, par conséquent, est susceptible de multiples interprétations qui s'opposent parfois. C'est essentiellement un discours sur la solitude. Mais non sur la solitude au sens traditionnel. La solitude comme but, comme état idéal dont on peut penser qu'il est heureux et créatif, ou bien même la solitude pour échapper aux agressions de la vie contemporaine. Mais on ne peut atteindre ce stade [...] à cause de la nostalgie de la vie communautaire de la société bourgeoise. Nous sommes assaillis par ses fantômes [...] et nous ne réussissons pas à nous en délivrer. »